# Вильмс Монтт, Тереса
Мария Тереса де лас Мерседес Вильмс Монтт (исп. María Teresa de las Mercedes Wilms Montt; 8 сентября 1893 — 24 декабря 1921; псевдонимы Тебаль и Тереза де ла Крус, Teresa de la Cruz), также известная как Тересе Вильмс Монтт (Thérèse Wilms Montt) — чилийская писательница, поэтесса и анарха-феминистка. Считавшаяся «воплощающей сексуальное отклонение и социальное пророчество» писательница была подругой своих коллег Рамона Гомеса де ла Серна, Энрике Гомеса Каррильо, Хоакина Эдвардса Бельо, Виктора Доминго Сильвы и Рамона Валье-Инклана.

## Биография
Отпрыск известного рода Монтт, она родилась в Винья-дель-Мар (Чили), была второй дочерью в семье, и у неё было семь сестёр. Воспитанная гувернантками и частными преподавателями, она в возрасте 17 лет вышла замуж за Густаво Бальмаседу Вальдеса, против воли своей семьи. У них было двое детей: Элиса «Чита» (1911—2005) и Сильвия Лус (1913—1999). Ревность и алкоголизм мужа часто становились причинами семейных конфликтов.
В Сантьяго Вильмс Монтт включилась в активную культурную жизнь города. С 1912 по 1915 год супруги проживали в Икике из-за работы мужа. Именно здесь Тереса, начав тесно общаться с феминистками, профсоюзными деятелями и масонами, стала ассоциироваться с зарождающимися реформистскими движениями. Для первых публикаций в местной газете она использовала псевдоним Тебаль. Когда её муж вернулся в Сантьяго, то узнал о романе супруги с его кузеном Висенте Саньярту Бальмаседой; мужчины семьи Бальмаседа Вальдес провели в 1915 году «семейный суд» и постановили, что наказанием для Вильмс Монтт станет заключение её в монастыре Пресиоза Сангре. Здесь она вела дневник и, находясь в депрессии, предприняла свою первую попытку суицида 29 марта 1916 года.
В июне 1916 года Висенте Уидобро помог ей бежать из монастыря в Буэнос-Айрес. Космополитический интеллектуальный круг города оказал на неё положительное влияние: она познакомилась с писателями Викторией Окампо, Хорхе Борхесом и феминисткой-модницей «Пеле» Пелегриной Пасторино. В следующем году она опубликовала книгу Inquietudes Sentimentales, за которой последовала Los Tres Cantos, в которой она исследовала темы эротики и духовности.
После того, как её поклонник Орасио Рамос Мехия покончил жизнь самоубийством в её доме, она уехала в Нью-Йорк но там её на фоне Первой мировой войны обвинили в шпионаже в пользу Германии и депортировали в Испанию. Здесь она стала музой Хулио Ромеро де Торреса, который познакомил её с писателями Гомесом де ла Серна, Гомесом Каррильо и Рамоном Валье-Инкланом. В Мадриде под псевдонимом Тереса де ла Крус она опубликовала «En la Quietud del Marmol» и «Anuarí». Её странствия привели её в Лондон и Париж, но постоянно проживала она в Мадриде.
Она воссоединилась со своими дочерьми после пятилетней разлуки в 1920 году в Париже благодаря усилиям её отца, который находился там с дипломатической миссией. Однако боль от разлуки с ними по их возвращении в Чили привела писательницу к ужасной депрессии.
Она покончила с собой в возрасте 28 лет в госпитале Лаэннек в Париже 24 декабря 1921 года посредством передозировки веронала. Она похоронена на знаменитом кладбище Пер-Лашез.

## Наследие
Её жизнь увековечена в фильме 2009 года «Тереса: Распятие ради любви» (Teresa: Crucificada por amar) режиссёра Татьяны Гавиолы.

## Опубликованные сочинения
- Inquietudes sentimentales, Buenos Aires, 1917, ISBN 9798666236161
- Los tres cantos, Buenos Aires, 1917
- En la quietud del mármol, Casa Ed. Blanco, Madrid, 1918
- Anuarí, Casa Ed. Blanco, Madrid, 1919
- Cuentos para hombres que son todavía niños, Buenos Aires, Argentina, 1919
- Lo que no se ha dicho, antología, Editorial Nascimento, Santiago de Chile, 1922, ISBN 978-956-317-245-4
- Obras completas, compilada por Ruth González-Vergara, Editorial Grijalbo, Barcelona, 1994

## Галерея
- Тереза Вильмс Монтт.
- Тереса Вильмс Монтт
- Тереса Вильмс Монтт (1914).
- Портрет Тересы Вильмс Монтт работы Хулио Ромеро де Торреса.
- Портрет Тересы Уилмс Монтт.